# Pallottiner

Wappen

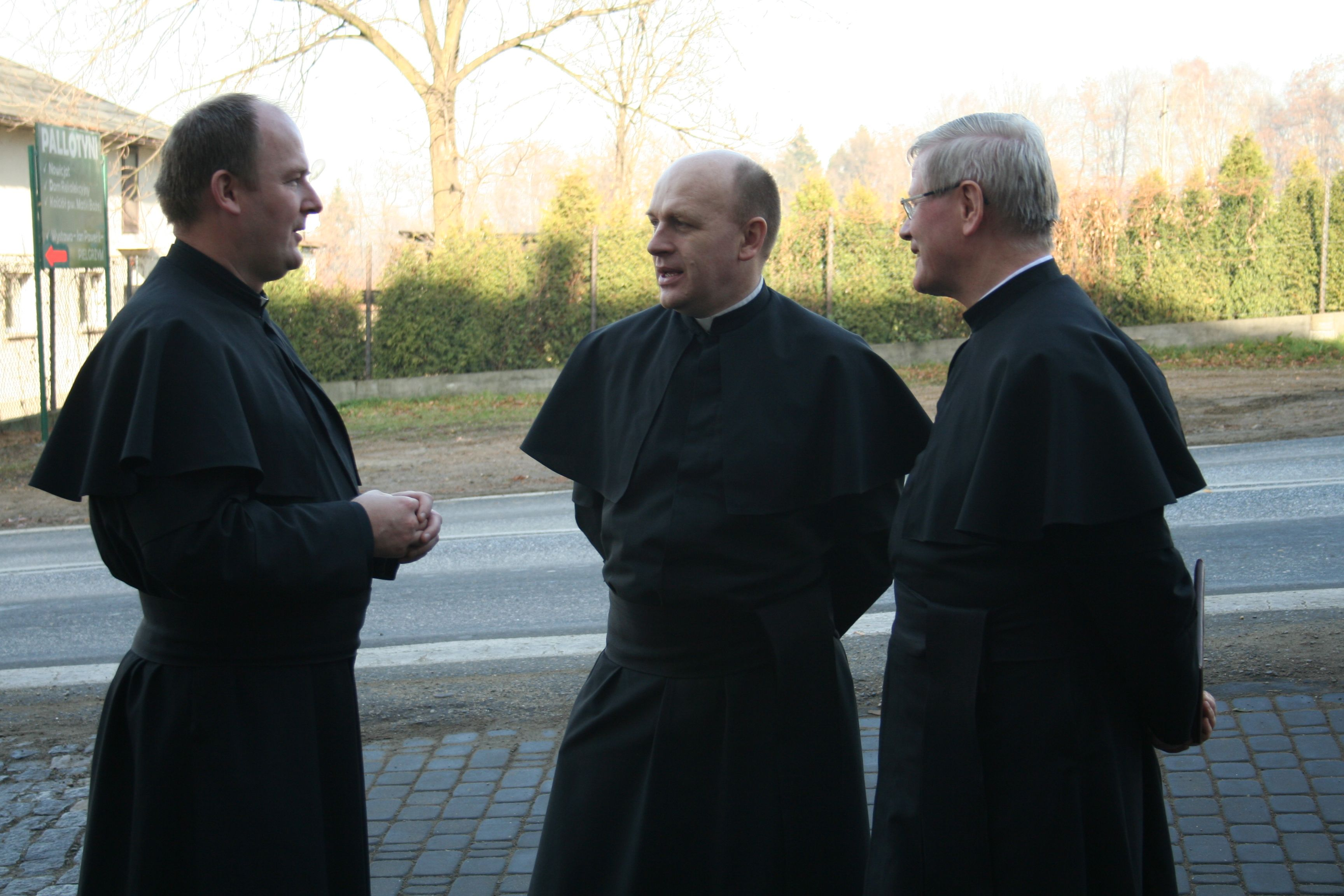
Pallottinerpriester

Die Pallottiner sind eine Gesellschaft apostolischen Lebens in der römisch-katholischen Kirche. Der vollständige Name lautet Gesellschaft des Katholischen Apostolates (lateinisch Societas Apostolatus Catholici, Ordenskürzel SAC, auch Pia Societas Missionum, PSM).

## Allgemeines

Der Ordensgründer, der hl. Vinzenz Pallotti (1795–1850). Gemälde von Bruno Zwiener

Die Gesellschaft des Katholischen Apostolates wurde 1846 als Bestandteil der Vereinigung des Katholischen Apostolates von dem hl. Vinzenz Pallotti in Rom gegründet; der weibliche Zweig, die Pallottinerinnen, entstand 1838.
Heute ist die Gemeinschaft auf allen Kontinenten vertreten. Sie zählt rund 2500 Mitglieder. Zu ihrer Hauptaufgabe gehört die Förderung des Laienengagements in der Kirche.

### Regionen
1. Regio Uruguay zum Hl. Vinzenz Pallotti
2. Französische Regio von der Barmherzigkeit Gottes
3. Argentinische Regio U. L. F. von Lujan
4. Australische Regio zur Königin der Welt
5. Brasilianische Regio zur Mutter der Barmherzigkeit
6. Regio Kamerun-Nigeria zur Hl. Dreifaltigkeit

### Provinzen
1. Italienische Provinz zur Königin der Apostel
2. Herz-Jesu-Provinz (Deutschland/Österreich)
3. Irische Provinz: Mutter der göttlichen Liebe
4. Polnische Christ-Königs-Provinz
5. Brasilianische Provinz Santa Maria
6. Schweizer Provinz zum Hl. Klaus von der Flüe
7. Amerikanische Mutter Gottes-Provinz
8. Brasilianische St. Pauls-Provinz
9. Amerikanische Provinz von der Unbefleckten Empfängnis Mariens
10. Indische Provinz von der Erscheinung des Herrn
11. Polnische Provinz von der Verkündigung des Herrn
12. Indische Provinz von der Aufnahme Mariens in den Himmel
13. Ruanda-Kongo zur Hl. Familie
14. Indische Provinz vom Licht Christi[1]

## Niederlassungen, Bildungsstätten und Spitäler
Die so genannte Herz-Jesu-Provinz umfasst Deutschland und Österreich sowie die drei Delegaturen Spanien, Kroatien, und Südafrika. In diesen Ländern sind ca. 400 Mitbrüder tätig.

## Pallottiner in Argentinien
In der zweiten Hälfte des 19. Jahrhunderts wanderten viele Iren nach Argentinien aus. Deren Ersuchen beim Heiligen Stuhl um die Entsendung irischer Seelsorger griffen die Pallottiner auf. 1886 kam der irische Pater Patrick O’Grady und begann in der Stadt Mercedes mit der Seelsorge. Der erste einheimische Pallottiner irischer Herkunft war Thomas Dunleavy und wurde 1895 zum Priester geweiht. 1909 bei der Einteilung der Pallottiner in Provinzen kamen die Niederlassungen in Argentinien zur irischen Provinz und deren Provinzial hatte bis 1928 seinen Sitz in Argentinien. Der irische Provinzial Derry Murphy war 17 Jahre unter anderem als Novizenmeister in Argentinien.
In den 1920er Jahren wanderten deutschsprachige Katholiken (Deutsche, Österreicher, Schweizer, Banater Schwaben, Wolgadeutsche, Luxemburger) nach Argentinien aus. 1925 ging der Pater Franz Xaver Zeus aus Limburg nach Buenos Aires. Damit entstand die Regio de Nuestra Senora de Luján, nach Luján, dem bedeutendsten Marienwallfahrtsort Argentiniens. Die ersten einheimischen Pallottiner deutscher Herkunft waren Marcello Becker und Andreas Kessler und wurden 1956 zu Priester geweiht.
Am 4. Juli 1976 wurden die Patres Alfredo Leaden, Alfredo Kelly, Pedro Dufau und die Seminaristen Salvador Bareito und Emilio Barletti erschossen im Pfarrhaus der Pfarre San Patricio in Buenos Aires aufgefunden. Nichts ist aufgeklärt. 2005 setzte dazu Erzbischof Bergoglio eine Kommission Ne pereant probationes – Damit die Beweise nicht verlorengehen ein.

## Pallottiner in Deutschland und Österreich
1892 kamen die Pallottiner erstmals nach Deutschland und bezogen dort ihr erstes Domizil, den Walderdorffer Hof in Limburg an der Lahn. Ihr Ziel war es zunächst, die ihnen 1890 übertragene Kamerun-Mission von dort aus zu leiten. Weil das Anwesen jedoch zu klein wurde, erwarb die Gemeinschaft 1896 ein Grundstück in Limburg und errichtete, unter einer beachtlichen Eigenleistung, dort ihr Missionshaus. 1927 erbauten sie ebenfalls auf diesem Gelände die Marienkirche.
Am 22. Januar 2007 vereinigten sich die beiden deutschen Provinzen und die österreichische Regio zur deutschsprachigen Herz-Jesu-Provinz mit Sitz in Friedberg (bei Augsburg). Mehr als 500 Patres und Brüder gehören zur Herz-Jesu-Provinz in Deutschland, Österreich und den von Deutschland aus betreuten Delegaturen (Kamerun, Kanada, Kroatien, Spanien und Südafrika). Sie unterhalten an 28 Orten Einrichtungen wie Schulen, Jugendhilfeeinrichtungen, eine Vinzenz Pallotti University in Vallendar, Exerzitienhäuser, betreuen Pfarreien und sind in etlichen weiteren Bereichen tätig. Das Noviziat befindet sich in Friedberg. Gewählter Provinzial ist der aus der Eifel stammende Markus Hau; zuvor war er Missionssekretär seiner Gemeinschaft. Er trat sein Amt am 2. August 2022 an.
Zu den Arbeitsgebieten in Deutschland zählen: Familienseelsorge, Missionsarbeit, Pfarrseelsorge, Bildungsarbeit, Zeitschriftenapostolat, Urlaubsseelsorge, Fördererpastoral, Seelsorge für Gläubige anderer Muttersprachen, Kirche im sozialen Brennpunkt, Altenseelsorge, Krankenseelsorge, Schule, Schulseelsorge, Wallfahrtsseelsorge, Jugendbildung, Jugendhilfe, soziale Freiwilligenarbeit, Jugendarbeit, Exerzitien, geistliche Betreuung anderer religiöser Gemeinschaften, Meditation, Behindertenarbeit, Kinderpastoral, Wissenschaft, Studierendenseelsorge, Hochschule, Pilgerfahrten, wissenschaftliche und religiöse Weiterbildung, geistliche Begleitung, Polizeiseelsorge, Soldatenseelsorge, Flughafenseelsorge.
Von Deutschland aus werden Missions-Niederlassungen und Delegaturen in Kanada, Afrika (Kamerun, Ruanda, Südafrika), in Südamerika (Argentinien, Bolivien, Brasilien, Uruguay), in Indien sowie in Australien unterstützt.

### Deutschland
Die Pallottiner betreiben 21 Niederlassungen: in Vallendar die Philosophisch-Theologische Hochschule Vallendar mit einer philosophisch-theologischen und einer pflegewissenschaftlichen Fakultät und eine Jugendbildungsstätte Haus Wasserburg. An der Hochschule in Vallendar ist zudem die Begegnungs- und Bildungsstätte Forum Vinzenz Pallotti angesiedelt und das Pallotti-Institut der deutschsprachigen pallottinischen Gemeinschaften (als Arbeitskreis Pallottinische Forschung), dessen Schwerpunkt die Erforschung der Gestalt, des Charismas und der Wirkungsgeschichte Vinzenz Pallottis ist.
In Altenhundem befindet sich die Jugendbildungsstätte Jugendhof. Pallottiner unterhalten ebenfalls verschiedene Gäste-, Exerzitien- und Bildungshäuser, wie das Pallottihaus in Freising als christliches Haus für Bildung und Therapie. Das Vinzenz-Pallotti-Kolleg in Rheinbach bei Bonn, ein privates katholisches Jungengymnasium und in freier Trägerschaft durch die Pallottiner verwaltet, wurde im Sommer 2016 geschlossen. Mit Blick auf Missbrauchsfälle im dortigen Internat mit Schule „hat der für die Aufarbeitung zuständige Pallottiner-Pater Norbert Possmann insgesamt zehn Täter und 39 Opfer identifiziert“. Es ging dabei um sexuelle Übergriffe und brutale Schläge. „Das prominenteste Opfer ist der Kölner Sänger Wolfgang Niedecken“, der das Thema Missbrauch auch in mehreren Liedern und in seiner Autobiografie thematisiert. Einige Opfer der Pallottiner haben inzwischen eine Entschädigung bis zu 5000 Euro erhalten, die Täter wurden nicht bestraft. In Bruchsal gründeten Pallottiner das St. Paulusheim, ursprünglich ebenfalls ein reines Jungeninternat, später mit eigenem Gymnasium. Dieses gehört mittlerweile zur Schulstiftung der Erzdiözese Freiburg.
Die Pallottinerinnen gründeten das Vinzenz-Pallotti-Hospital in Bergisch Gladbach-Bensberg. Es wurde später in die Verantwortung der St.-Vinzenz-Pallotti-Stiftung und dann an die Gemeinnützige Gesellschaft der Franziskanerinnen zu Olpe (GFO) übergeben. Die von den Pallottinerinnen gestiftete St.-Vinzenz-Pallotti-Stiftung übernahm außerdem die Verantwortung für die anderen Einrichtungen der Schwestern: das 2015 geschlossene Exerzitien und Bildungshaus Limburg, das Altenwohn- und Pflegeheim St. Josefshaus in Bergisch Gladbach-Refrath, das Altenpflegeheim Haus Felizitas in Limburg und die Kindertagesstätte St. Josef in Bergisch Gladbach-Refrath.

#### Vorfall in Weingarten
Im oberschwäbischen Weingarten wurde Ende 2022 eine Kommunität des Pallottinerordens gegründet. Zunächst zogen zwei Pallottiner, einer aus Spaichingen für die Pilgerseelsorge und einer aus dem indischen Mangalore für die Hochschulseelsorge, in ein leerstehendes Pfarrhaus ein. Später sollte noch ein Ordensmann aus Afrika dazukommen.
Im März 2023 wurde ein Vorfall bekannt, bei dem einer der Patres eine junge erwachsene Frau im Aufenthaltsraum der Evangelisch-Katholischen Hochschulgemeinde unsittlich berührt hatte. Daraufhin wurde er zu einer Geldstrafe von 60 Tagessätzen verurteilt und von der Diözese Rottenburg-Stuttgart von allen priesterlichen Ämtern und Aufgaben entbunden.
Bereits 2016 hatte derselbe Pater Kanada wegen ähnlicher Vorwürfe verlassen müssen, war dort aber nicht angeklagt worden.
Im Mai 2024 einigten sich die Ordensgemeinschaft und die Diözese darauf, dass der verbliebene Pallottinerpater Weingarten im Sommer 2025 verlassen und die Kommunität damit aufgelöst wird.

### Schweiz
3 Niederlassungen: Provinzleitung in Gossau SG, mit Gymnasium Friedberg; Gymnasium St. Klemens, Ebikon, Exerzitienhaus Morschach und Pallottinerinnengemeinschaft in Niederuzwil.

### Österreich
2 Niederlassungen: Bildungs- und Gästehäuser Pallottihaus in Wien und Apostolats- und Gästehaus Johannesschlössl in Salzburg.

## Generalrektoren
1. Francesco Maria Vaccari (1850–1856)
2. Raffaele Melia (1856–1862)
3. Ignazio Auconi (1862–1869)
4. Giuseppe Faà di Bruno (1869–1889)
  1. Carlo Maria Orlandi (1889–1890) (Generalvikar)
  2. Joseph Bannin (1890–1895) (Generalvikar)
  3. Scipio Tofini (1895–1896) (Generalvikar)
5. William Whitmee (1896–1903)
6. Maximilian Kugelmann (1903–1909)
7. Karl Gissler (1909–1919)
8. Giacinto Cardi (1919–1925)
9. Peter Resch (1925–1931)
10. Giacinto Cardi (1931–1937)
11. Karl Hoffmann (1937–1947)
12. Wojciech Turowski (1947–1953)
13. Wilhelm Möhler (1953–1971)
14. Nicholas Gorman (1971–1977)
15. Ludwig Münz (1977–1983)
16. Martin Juritsch (1983–1992)
17. Séamus Freeman (1992–2004)
18. Friedrich Kretz (2004–2010)
19. Jacob Nampudakam (2010–2022)
20. Zenon Hanas (seit 2022)

## Bedeutende Mitglieder

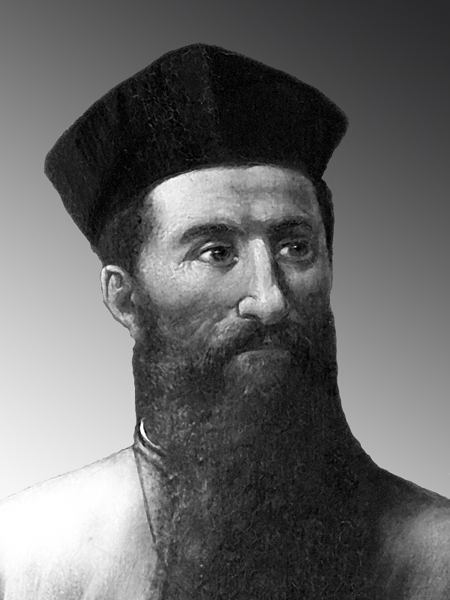
Heinrich Vieter, erster Apostolischer Vikar in Kamerun

- Heinrich Vieter (1853–1914) aus Selm-Cappenberg in Westfalen, seit 1886 Mitglied der Pallottiner, 1887 zum Priester geweiht, ging mit der ersten Gruppe von Missionaren in die damalige deutsche Kolonie Kamerun. Er wurde am 22. Januar 1905 zum ersten Bischof von Kamerun geweiht. Er wird in Kamerun bis heute als „Vater des Glaubens“ verehrt. Im Januar 2005 wurde in Yaoundé der Seligsprechungsprozess eröffnet.
- Josef Kentenich (1885–1968), Priester, Pädagoge und Gründer der katholischen Schönstatt-Bewegung.
- Richard Henkes (1900–1945) aus Ruppach im Westerwald, 1925 zum Priester geweiht, seit 1921 Mitglied der Pallottiner, am 8. April 1943 durch die Gestapo verhaftet und im KZ Dachau inhaftiert. Dort starb er am 22. Februar 1945, nachdem er sich während des freiwilligen Dienstes in der Typhusbaracke selbst infiziert hatte. Er wird als „Märtyrer der Nächstenliebe“ verehrt. Sein Seligsprechungsverfahren wurde 2003 im Bistum Limburg durch Bischof Franz Kamphaus eröffnet. Am 23. Januar 2007 wurde der diözesane Teil des Seligsprechungsverfahrens abgeschlossen und die Akten an die Kongregation für Selig- und Heiligsprechungen in Rom übergeben. Papst Franziskus entschied und der Vatikan gab es am 22. Dezember 2018 in Rom bekannt, dass Henkes ein Märtyrer sei.[17] Am 15. September 2019 wurde er in Limburg seliggesprochen.[18]
- Franz Reinisch (1903–1942) aus Feldkirch (Vorarlberg), 1928 zum Priester geweiht, seit 1930 Mitglied der Pallottiner, am 1. März 1942 zur Wehrmacht einberufen, wegen Verweigerung des Fahneneides am 7. Juli vom Reichsgericht zum Tode verurteilt und am 21. August im Zuchthaus Brandenburg-Görden mit dem Fallbeil hingerichtet.
- Józef Jankowski (1910–1941) aus Pommern, 1936 zum Priester geweiht, während der deutschen Besatzung Militärseelsorger und Leiter des Priesterseminars von Ołtarzew, am 16. Mai 1941 von der Gestapo verhaftet und nach Auschwitz gebracht, dort infolge der Entbehrungen und Misshandlungen am 16. Oktober 1941 verstorben. 1999 von Johannes Paul II. seliggesprochen.
- Józef Stanek (1916–1944) aus Łapsze Niżne in Spisz (Zips), 1941 zum Priester geweiht, während der deutschen Besatzung Student am Institut für Soziologie der Universität Krakau, das damals im Untergrund arbeitete, im August 1944 zum Kaplan der Untergrundarmee ernannt, am 23. September von SS-Einheiten festgenommen und erhängt. 1999 von Johannes Paul II. seliggesprochen.
- Johannes Kopp (1927–2016), europäischer Zen-Meister der Sanbo-Kyodan-Linie (heute: Sanbôzen-Linie). Unter dem Dharma-Namen Ho-un-Ken Roshi war er Zen-Lehrer der ersten Generation.